# Kőszeg ostroma
Kőszeg ostroma a személyesen I. Szulejmán szultán vezette török hadsereg 1532-es hadjáratának hadi eseménye volt a nyár végén. A Vas vármegyei, viszonylag kis vár több mint három hétig ellenállt a török támadásoknak a horvát Jurisics Miklós várkapitány vezetésével. A várat alig félszáz katona védte, mellettük képzetlen parasztok is harcoltak a túlerő ellen. A várvédőket segítette az időjárás is. Jurisics sikerrel ellenállt a szultán seregeinek, jól kihasználva a helyzet adta előnyöket és a változó időjárást. Magyarországon ebben a háborúban kezdték alkalmazni az aknaharcot a várostromoknál. Jurisics érdeme, hogy néhány aknát, aránylag kevéssé képzett védővel meg tudott semmisíteni. Szulejmán eredetileg Bécset akarta elfoglalni, melynek ostromával három évvel korábban már próbálkozott, de kudarcot vallott. Most a birodalmi seregek felkészülten várták az újabb ostromot. A szultán tudta ezt, és nem akart kockázatos ütközetbe bocsátkozni.
I. Szulejmán az ostrom végeztével egy másik útvonalon, Alsó-Ausztriát, Stájerországot (részben a mai Szlovéniát) és Szlavóniát érintve tért vissza a Balkánra. A következő évben békekötésre került sor a Habsburg Ausztria és az Oszmán Birodalom között, de a háború Magyarországon még évekig tartott.
Kőszeg ugyanakkor igazolta a végvárak jelentőségét. Mivel nyílt csatában a török hadsereg ekkor eredményesebben harcolt, mint bármelyik európai, de a várfal mögötti védekezéssel le lehetett lassítani a főerők előrenyomulását, vagy meg lehetett állítani azt. Kőszeg előhírnöke volt a jövendő évtizedek hadakozásainak, ami legjobban az 1543-as, majd 1552-es hadjáratokban tűnt ki.

## Előzmények

### A vár történetének áttekintése

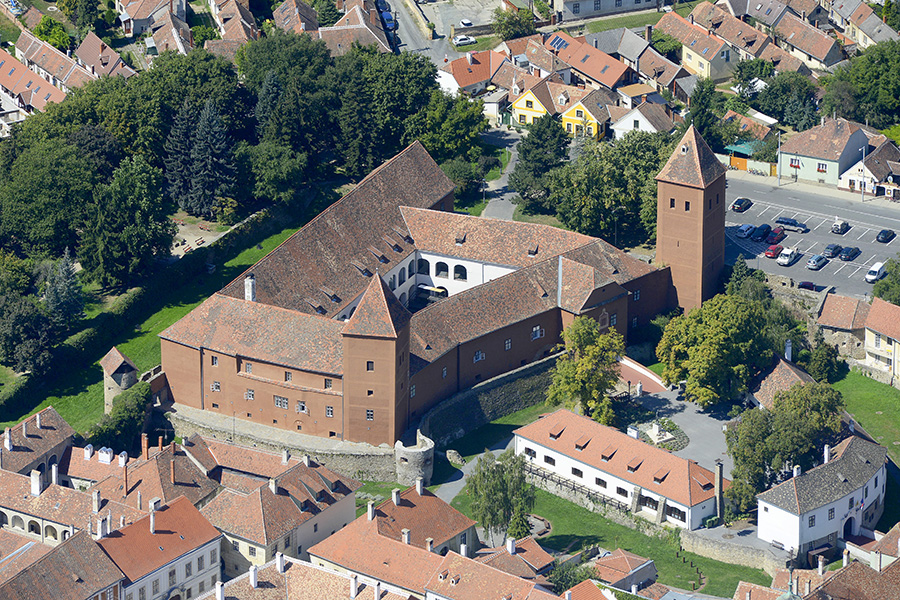
A kőszegi vár légi fotón

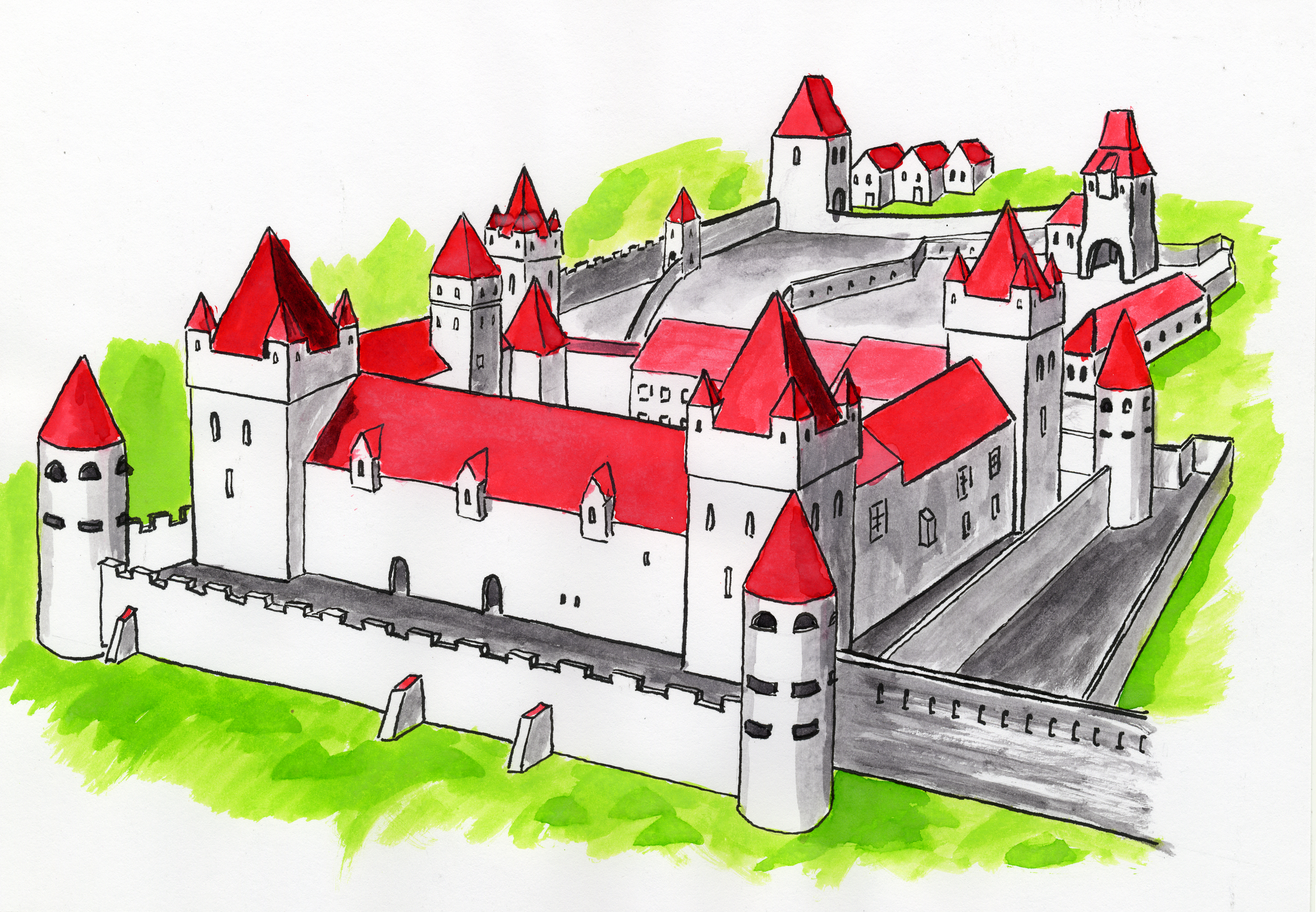
A kőszegi vár erősen stilizált rekonstrukciós rajza.

Kőszeg neve a kő, illetve a szeg, szeglet szavak kapcsolódásából keletkezett. Német neve a Güns, a Gyöngyösre utal, ami a Rába bal oldali mellékfolyója. A vend neve Küseg a magyar formát veszi át.

Vitatható, mikor is alapították Kőszeget. A 12. században a salzburgi érsek birtoka volt. Ebben az időben előfordul Kensi név, de nem bizonyított, hogy Kőszegre vonatkozik.

Oklevelek a települést 1242-ben említik, a tatárjárás után, egy nyolcvanhat évvel későbbi oklevél pedig arról számol be, hogy Kőszeget Kőszegi Henrik bán alapította. Az mindenesetre valószínű, hogy a vár 1242-ig a király kezében volt.
Kőszeg legnagyobb próbatételét ugyan 1532-ben élte át, de más ostromokat is kiállt a korábbi évszázadokban. 1271-ben V. István ostrommal vette be, miután a Héder nembeli Kőszegiek II. Ottokár cseh király mellé álltak. A vár ezután az Osl nemzetség kezébe került (nevüket a sopron vármegyei Osli község őrizte meg).

Utóbb a Kőszegiek visszakapták, de a nemzetségükből való Iván 1285-ben megint szembekerült a királyi hatalommal, ezért IV. (Kun) Lászlónak ismét katonai erővel kellett elfoglalni a várost. Mivel Ivánnal kibékültek, a Kőszegiek megtarthatták a települést, de Iván megint háborúságba keveredett, ezúttal I. Albert osztrák főherceggel és német királlyal. Albert tizenötezer katonával vonult Kőszeg ellen és el is foglalta, amit ezután két esztendeig birtokolt. A Kőszegiek ekkor megkérték III. Andrást, hogy szerezze vissza az osztrákoktól. Ebbe a király belement, de az 1291-ben megkötött hainburgi szerződés a Kőszegiek ellen is tartalmazott intézkedéseket, ami miatt a nemzetség Anjou Martell Károly mellé állt (ő volt Károly Róbert apja) és a királyi sereg immár negyedik alkalommal foglalta el Kőszeget.

Az Árpád-ház kihalását követő trónharcokban Károly Róbertnek is meg kellett ostromolnia Kőszeget 1316-ban, mert Kőszegi András, a zalai ispán fellázadt ellene. 1319-ben Felsőlendvai Miklós és Köcski Sándor serege foglalta el, utóbbi vezér meg is kapta a várat, amely 1328-ban már ténylegesen a király kezébe került. A Kőszegiek, bár több ízben igyekeztek visszaszerezni, soha többet nem kapták vissza a várat.

1445-ben az osztrákok hosszabb időre elfoglalták a várost, amelyet Mátyás király 1482-ben szerzett vissza, s azt a Habsburgok és a Jagellók között létrejött 1491. évi szerződés is Magyarországnak ítélte.

### A török Magyarországon
A mohácsi csata után az 1521 és 1526 között is elég sokat szenvedő Magyarországra nem köszöntött béke, mert II. Lajos király elesett a csatában, vele együtt az ország előkelőinek jelentős része is.
Mivel új királyra volt szükség, ezért Szulejmán kivonulása után előkészületeket tettek az új uralkodó megválasztására, de nem volt egységes az álláspont az új király személyét illetően. Az ország láthatóan már a 15. század végén bekövetkező hanyatlása miatt a köznemesség a Jagellókat tette felelőssé, ezért 1505-ben Rákos mezején kijelentették, hogy többet nem hajlandóak külföldi királyt választani. A legmegfelelőbbnek az ország leghatalmasabb főura, Szapolyai János erdélyi vajda tűnt. Ellenben az 1515-ös szerződés a Habsburgok és a Jagellók közeledését hozta, melynek értelmében I. Ferdinánd király feleségül vette Annát, II. Ulászló fia, Lajos pedig Habsburg Máriának, Ferdinánd húgának kezét kapta.
Noha 1526-ban még az ország jelentős része Szapolyait támogatta, Ferdinánd az osztrák hercegségek, Cseh- és Morvaország, valamint Szilézia birtokában és V. Károly vezette Spanyolország és a Német-római Birodalom által támogatva fölénybe került, míg Szapolyai rokona, Öreg Zsigmond lengyel király diplomáciai támogatásában bízhatott. Az erőviszonyokat jelezte Ferdinánd 1527 közepén indított, Szapolyai elleni hadjárata. Utóbbi serege a Tiszántúlra, majd Erdélybe vonult vissza. Szapolyai végül Lengyelországba menekült, ahonnét csak 1528 novemberében térhetett haza, innen küldte követét, Laszky Jeromost segélykéréssel Szulejmánhoz. A Szapolyai által választott oszmán orientáció a Magyar Királyság vazallussá süllyedését, akárcsak az Oszmán Birodalomba tagozódását vetette előre, azonban Szulejmán hosszú távú terveivel, szándékaival kapcsolatban ma sincs egyetértés.
A szultán az észak-balkáni oszmán csapatokat és a moldvai vajdát utasította, hogy törjön be Magyarország területére, majd viszonylag későn, 1529. május 10-én indult Habsburg-ellenes hadjáratára. Zimonynál csatlakoztak az anatóliai erők a fősereghez, augusztus 18-án, Mohácsnál pedig fogadta János király hódolatát a szultán. Szeptember 3-án a szultáni fősereg Buda alatt volt és egy rövid összecsapást követően bevette a várost és a várat, amit a helyőrség legyilkolása után átadott János királynak. Szulejmán csak szeptember 27-én ért Bécs alá, melyet spanyol, német, olasz, valamint cseh katonákból álló őrsége védelmezett. A várat védő Niclas zu Salm tehetséges katona volt, s megvédte a császárvárost a török támadásoktól, miközben egy-egy alkalommal kitört a várból. Az esőzés nem hagyott alább, és ez az ostrom munkálataiban akadályozta a törököket. Végül Szulejmán az ostromot feladva elvonult a császárváros alól, és a katonák szabályosan menekültek Budáig, nagy zsákmányt hagyva maguk mögött. Szulejmánnak ez volt az első nagy kudarca Európában. Ez azonban nem szegte kedvét, sőt annál jobban szította benne a vágyat, hogy Bécset meghódítsa. A nagy szulejmáni álom soha nem vált valóra sem a szultán életében, sem pedig a magyarországi török uralom egész ideje alatt. A Bécset érintő sikertelen ostromkísérletek rávilágítottak az Oszmán Birodalom és a hadvezetés belső ellentmondásaira.
A lengyelországi sikertelen tárgyalások után Ferdinánd, von Roggendorffal az élen, sereget küldött Buda ellen (ezzel egyidőben Esztergomot is ostromolni kezdték az osztrákok). Péter moldvai vajda ekkor nem avatkozhatott bele a küzdelembe, mert a lengyel király országára támadt, aki Jan Tarnowskit küldte ellene és súlyos vereséget mért rá az Obertin melletti csatában. A budai vár falaiban az osztrák ágyúk jócskán kárt tettek, de a vár magyar–török védőserege kitartott.

A német folyami erőket megverték és híre jött, hogy oszmán–magyar felmentő sereg érkezik, ezért von Roggendorf feladta az ostromot. Visegrádon három hónapra fegyverszünetet kötöttek a felek 1531. január 21-én, amelyet 1532. május 9-ig folyamatosan meghosszabbítottak. A Ferdinánd által de facto elfoglalt magyar területek határán osztották fel egymás között az országot. Ezek közt volt Esztergom is, ezt a törökök nagy elkeseredéssel fogadták. 1531 januárjától jogilag is két részre vált Magyarország.

### Az 1532. évi hadjárat
Mivel az anarchia állandósult az országban, sokan maguk próbáltak megoldást keresni a problémákra: elhárítani a török veszedelmet és az ország egységét visszaállítani. A Dunántúl rendjei részországgyűléseket tartottak, melyek nem hoztak eredményt.
1530. május 17-én I. Ferdinánd Innsbruckból Lamberg Józsefet és Jurisics Miklóst Konstantinápolyba küldte követségbe fegyverszünet és békekötés céljából. Október 17-én érkeztek meg, azonban a szultán elutasító választ adott, letartóztatta kettejüket és december 22-én bocsátották őket szabadon. Bár az oszmánok más esetben is börtönbe vetettek magyar vagy osztrák diplomatákat, Szulejmán hadüzenetnek is beillő válaszát és a követek őrizetbe vételét egyes feltételezések szerint Buda ostroma válthatta ki.
1532 tavaszán a szultán kiadta a mozgósításra való parancsot. Áprilisban összegyűlt a török fősereg és elindult Magyarország felé. Ferdinánd még egy utolsó, kétségbeesett kísérletet tett arra, hogy békére bírja a szultánt, s elküldte követeit, akik azonban Nišnél a felvonuló török sereggel találkoztak. Pargali Ibrahim tisztes fogságba vetette a követeket, akiket csak Kőszeg alatt bocsátott el a szultán.
A török főhaderő felvonulása nem hagyományosan a Duna mellett történt. Július 19-én átkeltek Eszéknél a Dráván és rátértek a Stájerországba, Regedére (ma Bad Radkersburg, Ausztria) vezető útra, ahol Zákányig ment. Felmerült ekkor annak a lehetősége, hogy behatolt I. Szulejmán a Tótságba fog betörni, ahol a Murát átlépve Stájerországon keresztül indul Bécs ellen. Zákánynál azonban rátért a Fehérvárra (Székesfehérvár) vezető útra, amelyen egészen Kanizsa elérése után északnyugatnak fordult és Pölöskén és Kapornakon át elérte a Zala folyót. Itt hidat vert le, majd átkelve Hídvégre vonult, ahol a Rábán kelt át. Augusztus 8-a volt már, hogy átkelt a Rába és Pinka közti területre, s Kőszeg alá érkezve elérték a Muraszombat–Körmend–Sopron útvonalat, ahonnét már egyenes út vezetett a Habsburg székvárosba.
Ezek az útvonalak rendszerint másodrangú, közönséges vidéki utak voltak, ami miatt szembetűnő, hogy a nem nemzetközi útvonalakon haladt a szultáni sereg, jóllehet ezek inkább rövidebb utak voltak. Ráadásul a Drávától egészen Kőszegig tartó 300 km-es úton ellenállásba nem ütköztek sehol sem, mégis több, mint három hétig tartott a menetelés. Szűk utakon haladtak, s a folyókon és mocsarakon való átkelés megviselte a katonaságot. A másik ok lehet, hogy a szultán logisztikai megfontolásból döntött így. A Duna melletti területen folyt a legtöbb összecsapás az utóbbi években, így a török hadvezetés tapasztalatból tudta, hogy onnét helyben beszerezhető utánpótlást nem talál. A Nyugat-Dunántúl azonban még elkerülte a fokozott pusztítást és az aratások is tartottak, így a törökök azt remélték, hogy onnét inkább elláthatják magukat. Néhány várat szinte harc nélkül bevettek, élelmiszert rekviráltak, a foglyokat pedig rendszerint megölték, mert csak terhet jelentettek volna a számukra. A szultánt azonban a Rába vidékén éhínség fogadta. A lakosság amennyire lehetett, ellenállt vagy elmenekült és az élelmiszert is elrejtette, emiatt a törököknek alaposan takarékoskodniuk kellett az élelemmel.

## Az ostrom

### A török sereg
A török szárazföldi csapatokat állítólag kétszáz tábori ágyú egészítette ki. A török haderő létszámát régebbi becslések 100 ezer főnél is többre tették. A 20. században is 100 ezer katona körüli számot állapítottak meg a történészek, amely Kőszeg védőivel szemben százszoros túlerőt jelentett. A történettudomány azonban idővel arra a belátásra jutott, hogy a török sereg akármennyire is gyorsan mozgó, utánpótlást jól beszerezni tudó martalóc egységekkel (az akindzsikkel) rendelkezett, egyértelmű korlátai voltak. Az élelmiszer biztosítása ezekben az időkben mindig is nagy gondot jelentett. Szulejmán ezért maradt a logisztika mellett és nem a Duna mentén vonult, hanem a Dunántúlon keresztül tört előre, habár élelmet itt is keveset talált. Elsődlegesen, az a következtetés vonható le, hogy a Török Birodalom reguláris hadereje ekkoriban összességében negyvenezer főt tehetett ki, míg száz évvel később úgy 70-80 ezret. A teljes haderő 1532-ben talán 120 ezer emberből állt, de nem jöhetett el mindegyik a háborúra, mivel a belső védelmi feladatokra otthon kellett, hogy maradjon legalább a hadsereg negyed része. Valószínűleg a Kőszeget ostromló hadsereg 70-80 ezer katona lehetett. Nem volt több 1529-ben sem, amikor Bécset ostromolta, de akárhogy is, jelentős túlerőben volt a maroknyi várvédővel szemben, akik derekasan harcoltak ellenük.

### A várvédők
1532-ben Kőszeg épp zálogban volt, Jurisics Miklós kezében. Mivel Frangepán Kristóf – akinek horvátokból álló serege 1526-ban jórészt érintetlen maradt – Szapolyai János párthíve lett, I. Ferdinánd mások mellett Jurisicsot bízta meg politikai érdekeinek képviseletével. Míg Ferdinánd Batthyány Ferencet nevezte ki horvát-szlavón bánnak, addig Jurisics szlavón és alsó-ausztriai főkapitányi címet (supremus capitaneus) kapott, továbbá Kőszeg parancsnoka lett. Jurisics kapcsolatban állt olyan szomszédos birtokosokkal is, akik Szapolyai pártján álltak, mint Nádasdy Tamás.
A vára falait az idő alaposan kikezdte, felszerelt hadsereg támadását hosszabb időre bizonyosan nem állta volna meg. Kőszeg várában 28 könnyűlovas, tíz nehéz és 8 gyalogos. Az előretolt török támadások miatt a környező falvak parasztjainak egy része bemenekültek a várba. Akit lehetett fegyverbe állított Jurisics, valamivel több mint 700 férfit, a többiek pedig nyugatra menekültek, más megerősített helyekre. A várba Csepregről is feljöttek az emberek, akiknek ugyan a Szapolyai-párti Nádasdy volt az uruk, de köztudott, hogy ebben a háborúban a haderők nem nézték, ki kinek az oldalán áll, mivel a katonákat sok esetben a rablás vezérelte, emiatt a belháborúban a parasztság húzhatta a rövidebbet.
Jurisics, amennyire lehetett, felfegyverezte a pórnépet is, és összes pénzén (mintegy 300 forinton) lőport és lőszert vásárolt. Előzetesen Ausztriából is kért erősítést, de nem kapott, noha az ostrom előtt már nem kis számú sereg gyűlhetett össze a bécsi mezőn a szultánt várva. Az ostrom előtt még levelet írt a királynak: „Én e gyönge várost védeni merészeltem a hatalmas ellenség ellen. Nem mintha azt megtartani remélném, de hogy az ellenséget egy ideig feltartóztatva, időt nyerjenek a keresztény fejedelmek seregeik összegyűjtésére, saját életem kockáztatásával. ”

A menekülő jobbágyok a várba még nagy mennyiségű csépeletlen gabonát hoztak be, amelyeket többnyire lakóházakba zsúfoltak be, így az élelmiszer-készlet is jutott némi utánpótláshoz. Kőszeg körülzárásának napjaiban a Visegrádot védő spanyolok kiürítették a várat, amelynek Szapolyaiék örültek, mivel a törökök nem tartották meg.

Nádasdynak írt levelében Jurisics elmondja, hogy Európa most újból a magyarokra tekint, hogy megvédjék a kereszténységet a pogányoktól. Sokan voltak, akik vakon hittek a török-barátság hasznosságában (még maga Szapolyai is ebbe ajánlott bizalmat halálakor).
Jurisics reménykedett még abban, hogy a török nem fogja ostrom alá venni a várat, mert ezelőtt sem érkezett hír arról, hogy a Dunántúlon más erősséget is megtámadott volna, jóllehet arrafelé Kőszegnél jelentősebb várak is álltak. A kapitány azt tervezte, ha a törökök tovább vonulnak, ő a vár fegyvereseivel Bécs alá megy a gyülekező birodalmi sereghez. Mikor azonban a török sereg blokád alá vette a várat, az ellenállás mellett döntött. A védők összlétszáma úgy 800 fő körül lehetett.

#### A várvédők névsora
- Jurisics Miklós; a vár kapitánya
- Michael Altz ; a város plébánosa, nem sérült
- Stefan Rempl ; a városbíró
- Forintos Mátyás; tűzmester sértetlen maradt
- Hans Ygl; zászlótartó, megsérült

### Az ostrommunkálatok kezdete
A törökök az akkori bevett módszereikhez híven négy ponton állítottak fel ágyúkat. Nyolc ágyú a környező szőlőhegyeken meredt a vár és a város felé. Nagyobb faltörő ágyúkat nem hoztak Kőszeg alá, mivel ezeket a szűk, gyenge utakon nem lehetett szállítani, ami nagy szerencséje is volt a védőknek. Az ostromágyúk hajókon voltak a Dunán és egyébként is Bécs ostromára tartalékolták őket, amit felesleges lett volna a kicsiny Kőszegre fecsérelni.

Az első periódusban a falak rontásával foglalkozott a török tüzérség, hogy előkészítse a rohamokra, valamint pszichológiai hadviselést folytatott. A félelmetes falkonok tüze megrémítette a védők parasztkatonáit, akik eddig nem érezték közvetlenül a bőrükön a háborút.

A falkonok a kiemelkedő kisebb védműveket a vár és a város körül ledöntötte, de a falak nem szenvedtek nagyobb károkat. Ugyancsak nem sikerült az ellenségnek tüzes nyilakkal és golyókkal felgyújtaniuk a jobbára fával fedett házakat, amivel szintén pszichológiai hadviselést kívántak folytatni a védők ellen. Jurisics emberei bár szenvedtek, de ellenállásuk nem tört meg.

### Az első rohamok
Augusztus 13-án a törökök elindították az első rohamot a falak ellen, s négy ponton létrákat állítottak. A támadást azonban Jurisics visszaverte.
A következő lépésben aknamunkálatok kezdődtek. Hogy a falakról irányított ágyúzástól, muskétatűztől és nyilaktól védve legyenek, fával feltöltötték a várárkot, valamint favédművek mögött állva, a falakat három helyen aláaknázták. A védők viszont ellen aknákat ástak és sikerült tönkretenniük a török aknászok a munkáját, a munkásokat pedig elijeszteni a lyukaktól.
Egy helyen a törököknek sikerült aknát robbantaniuk, amivel 18–30 m-es hosszúságban leomlott a fal és a készenlétben álló gyalogság több hullámban vezényelt rohamot. A védők erős tüzet nyitottak a rohamozókra, amelyet másfél óra után beszüntettek a törökök és visszavonultak eredeti állásaikba.
A roham sikeres elhárítása után Jurisics a leomlott falszakaszt ideiglenesen földdel tömött hordókkal, gerendákkal összeillesztve helyreállította, ez azonban csak pillanatnyi ideig bírhatta a tüzérségi tüzet.
A török sereg újabb aknarobbantásokkal próbálkozott, de érdemleges eredményt nem ért el.
Az igazi tehertétel viszont ekkor következett, mert a törökök hatalmas szálfákat hordattak a várfalakhoz, ahol a várfalaknál is magasabb ostromtornyok építésére került sor. Ezen keresztül a várat és a várost tűz alatt tarthatták és a falak megmászása nélkül indíthattak rohamot.
Egyik este a védők kiosontak a várból és az egyik tornyot felgyújtottak, de a törököknek a tüzet sikerült eloltaniuk.

### A birodalmi hadsereg összegyűlése Bécs környékén
Bécs alatt heteken belül hatalmas sereg gyűlt össze. R. Várkonyi Ágnes 130 ezer főre teszi a sereget, ez azonban még a hatalmas és gazdag Német Birodalom erejét is meghaladta volna, másrészt a német államok hozzáállása miatt aligha lehetett volna a rendelkezésre álló anyagiakból összeállítani ekkora sereget. Liptai Ervin adatai 80 ezer gyalogosról és 6 ezer lovasról számolnak be, amely inkább elfogadható létszám, de ennek ellenére huzamosabb ideig nem maradhatott volna fegyverben, mert ennyi katona eltartását az osztrák örökös tartományok nem oldhatták meg egymaguk, Németországból pedig aligha lehetett volna utánpótlást remélni.
A sereget Ferdinánd király és a császár vezette személyesen. Ebbe a seregbe valamennyi német állam, és nagyobb város küldött különféle létszámú csapatokat. A Pápai Állam és Spanyolország szintén küldött csapataiból egységeket, jelen voltak Ferdinánd tartományainak erői (amelyek között nemcsak német, hanem olasz és szlovén nemzetiségűek is voltak, elsősorban a stájer, tiroli és krajnai egységek soraiban). Jelen volt továbbá Cseh- és Morvaország, valamint Szilézia, azonkívül Magyarország és Horvátország fegyveresei is.

Mivel mindenki abban a hiszemben volt, hogy a szultán Bécs ellen jön, ezért el akarták kerülni, hogy újból ostrom alá kerüljön a város. Azonban a birodalmi rendek csak azzal a feltétellel küldtek katonákat Bécs alá, hogy azok nem vonulnak Magyarországra harcolni a szultán ellen, hanem Alsó-Ausztriában, vagy azon örökös tartományban védik a török támadást, ahová az rázúdul. Emiatt Károly és Ferdinánd nem támadhatta meg a szultán magyar területen, de nyilván ők is kételkedtek egy mindent eldöntő ütközet kimenetelében.
Kőszeg ellen a török naponta próbálkozott rohammal. Augusztus 27-én a szultán általános támadásra adott parancsot. Ezt megismételték másnap hajnalban, ami késő délutánig tartott. Ekkor a törökök négy helyen kitűzték a szultáni zászlót, de végül a védők visszavonulásra kényszerítették őket.

Jurisics az ostrom alatt nem egy ízben küldött ki újabb erősítést kérő leveleket, de a követe számtalanszor eredmény nélkül tért vissza. A király és a császár érdemeit csökkenti, hogy kisebb erősítéseket és némi lőport küldhetett volna a várnak, mivel ez nem jelentett volna nagyobb veszteséget a birodalmi sereg számára, de szemmel láthatóan a két uralkodó és a többi német herceg sem akart egyetlen katonát kockáztatni, nehogy gyengüljön Bécs védelme.

Augusztus 28-án még egy utolsó levél ment ki a várból a királyhoz. Ebben Jurisics leírja, hogy már csak három mázsa lőpora maradt és embereinek fele már meghalt a harcokban. Tudja ugyanakkor azt is, hogy segítség nem fog soha jönni, így csak az vigasztalja, hogy dicső hősi halált fog halni.
De valószínűleg Jurisics, tapasztalt katona révén felmérte, hogy a szultán nem fog Bécs ellen menni, épp a birodalmi hadak nagysága miatt. Ezt kifejtette a többi levelében is. Ehelyett valószínűleg kipusztítja a magyar-osztrák határvidéket, s Bécs ostromára tett ígéretéről azzal fogja a világ figyelmét elterelni, hogy a birodalmiak nem ütköztek meg vele.

Jurisics követi szolgálatokat teljesített az Oszmán Birodalomban, így ismerte a török politikát. Látta maga is, hogy Szulejmán Kőszeg alá szándékozik csalni Károlyt és Ferdinándot, ezért húzza az időt az ostrommal, de Jurisicsnak sikerült mindezt úgy megtennie, hogy jelentékeny anyagi- és emberveszteséget okozzon az oszmánoknak, tehát ezzel is kisebbítette az esélyét annak, hogy a törökök sikert érjenek el a birodalmi sereg ellen vívandó esetleges csatában, vagy a Bécs ellen indított ostromban.

### Az ostrom befejezése és ennek vélhető okai
Az utolsó roham (amely egyesek szerint a végső roham is lett volna) elmaradt. Először is a török betartotta a szavát, amely a védők szempontjából mindenféleképpen előnyös volt. Az ajánlat abból állt, hogy a vár ugyan a védőknél maradhat, ha törökök kitűzhetik rá a lófarkas zászlót. Jurisicsnek 200 emberrel s a rommá lőtt várral a háta mögött nem sok esélye lett volna, ezért elfogadta az ajánlatot, s így 1532. augusztus 29-én 11 órakor (ezért Kőszegen a mai napig 11-kor meghúzzák a harangot) a törökök elvonultak a vár alól. A történészek hosszú ideig úgy gondolták, hogy egyszerűen a rossz időjárás és az ősz közeledte miatt hagyták félbe az ostromot.
Szulejmán serege attól kezdve, hogy Eszék környékén benyomult magyar területre elhagyott egy sor jelentősebb dunántúli erősséget és ehelyett egy kisebb határ menti vár ostromába fogott. Szulejmán eredetileg Bécset akarta elfoglalni, melynek ostromával három évvel korábban próbálkozott, de kudarcot vallott. A korábbi tapasztalatokból okulva V. Károly német-római császár és I. Ferdinánd osztrák főherceg és magyar király alaposan felkészült egy újabb török ostromra, mert 1529-ben is nem kevés szerencsével állták ki az ellenség rohamait. A Német-római Birodalomból, a cseh korona országaiból, Magyar- és Horvátországból, valamint az olaszoktól és spanyoloktól összegyűlő tekintélyes számú nemzetközi keresztény haderő készenlétben állt a császárváros alatt, Szulejmánt várva.
A szultán tudta ezt, és nem akart kockázatos ütközetbe bocsátkozni. Feltehetően a keresztény haderőt akarta keletebbre csalni, így hozzálátott Kőszeg ostromához. Ha ezzel végzett volna, akkor nyilván egy következő erősséggel kezdte volna. Azonban Szulejmán nagy meglepetésére Kőszeg sokáig tartotta magát, de talán jól is jöhetett a számára mindez, mert így annál kevesebb esélye lett volna, hogy a bécsi nyílt mezőn csapjon össze Károllyal és Ferdinánddal.
Azonban a két Habsburg testvér nem indult el Bécs alól és nem támadta meg a szultáni fősereget, pedig jó esélye lett volna a győzelemre. A birodalmi hercegek, akik a hadak jó részét adták, csak a császár város és az örökös tartomány, azonkívül Csehország védelmére szavazták meg a birodalmi segélyt, amit ettől kezdve Türkenhilfe-nek neveztek. A magyarországi hadakozásra nem álltak volna ki a seregek, hisz nem kockáztatták meg Bécs védelmét, másrészt ennek a hatalmas seregnek a fegyverben tartása igen komoly gondot jelentett, ugyanis az utánpótlásra és zsoldfizetésre nem tudtak megfelelő anyagi, valamint egyéb logisztikai hátteret biztosítani.
A birodalmi sereg egyetlen támadó hadmozdulatot hajtott csak végre, amely a hadjárat egyetlen nyílt ütközetéhez vezetett. Erőinek egy részével, II. Frigyes rajnai palotagróf parancsnoksága alatt elvágta Kászim pasa 16 000 főnyi, könnyűlovas akindzsiből álló, addig osztrák területeket dúló, kikülönített török seregtestének visszavonulási útját, és 1532. szeptember 19-én a véres leobersdorfi csatában teljesen megsemmisítette ezt az oszmán erőt. Kászim pasa maga is elesett, a 16 000 törökből modern becslések alapján 8000 fő holtan maradt a csatatéren, a visszavonulók jelentős részét pedig a lesben álló osztrák parasztok egyszerűen agyonverték.